# Cimbergo

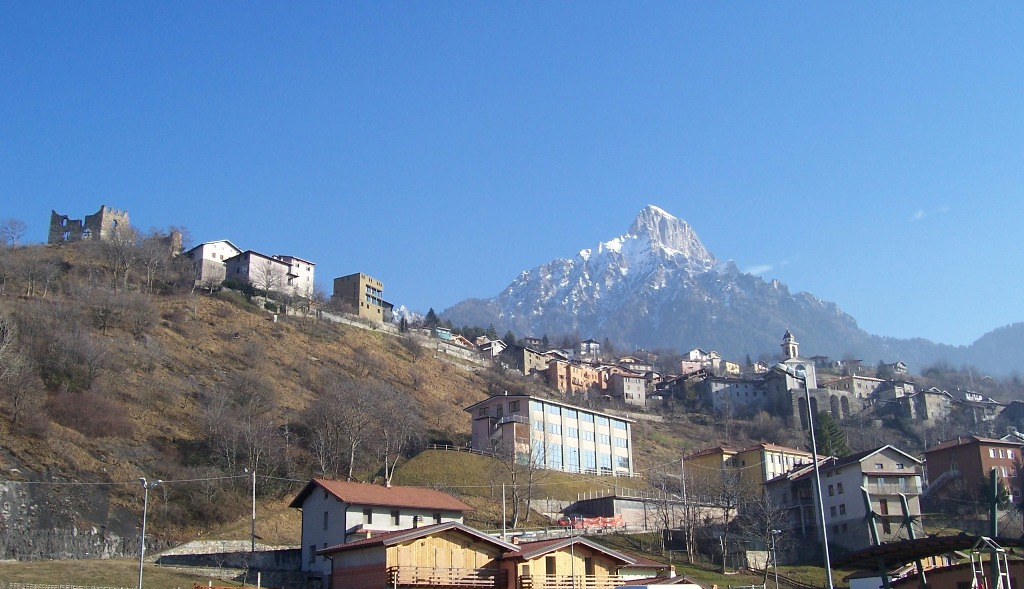
Panorama von Cimbergo

Cimbergo ist eine italienische Gemeinde (comune) mit 535 Einwohnern (Stand 31. Dezember 2023) in der Provinz Brescia in der Lombardei. Die Gemeinde liegt etwa 55 Kilometer nordnordöstlich von Brescia im Valcamonica und gehört zur Unione Comuni di Ceto, Cimbergo e Paspardo sowie zur Comunità Montana di Valle Camonica.